# Dzouz
Dzouz (en àrab دزوز, Dzūz; en amazic ⴷⵣⵓⵣ) és una comuna rural de la província d'El Kelâa des Sraghna, a la regió de Marràqueix-Safi, al Marroc. Segons el cens de 2014 tenia una població total de 11.501 persones.